# Richard von Weizsäcker
Richard von Weizsäcker GColIH (Stuttgart, 15 de abril de 1920 – Berlim, 31 de janeiro de 2015) foi um político alemão. Filiado à União Democrata-Cristã (CDU), foi presidente da Alemanha de 1984 a 1994.
Seu pai foi o diplomata Ernst von Weizsäcker e era irmão do físico e filósofo Carl Friedrich von Weizsäcker. Mudou-se para a Inglaterra para estudar filosofia e história no Balliol College em Oxford, e continuou estudos na Universidade de Grenoble, França, e na Universidade de Göttingen, onde também estudou direito, especializando-se em assuntos financeiros. Em 1953 contraiu matrimónio com Marianne von Kretschmann, e o casal teve quatro filhos.
Em 1955 filiou-se à União Democrata-Cristã, CDU. Alcançou a vice-presidência do grupo parlamentar cristão-democrata do Bundestag em 1972, cargo que ocupou até 1979. Em 1981 virou presidente da câmara de Berlim Oeste, e nessa função primeiro prefeito da cidade.  Em 1984 se demitiu desse cargo para ser eleito presidente da República Federal Alemã. Em 23 de maio de 1984 foi eleito para ocupar a chefia do Estado. Ganhou muita reputação com o seu discurso por ocasião do 40.º aniversario da Segunda Guerra Mundial, em 8 de maio de 1985, e disse que o final da guerra, para a Alemanha, "não foi o dia de uma derrota, mas o dia da libertação". A 2 de Junho de 1989 sua mulher Marianne von Kretschmann foi agraciada com a Grã-Cruz da Ordem do Infante D. Henrique de Portugal e a 19 de Junho de 1989 ele recebeu o Grande-Colar da mesma Ordem. Em 1990 foi um dos protagonistas da reunificação das duas Alemanhas e o primeiro presidente da Alemanha unificada. Em 1994 abandonou a presidência ao concluir o seu segundo mandato e sucedeu-lhe Roman Herzog.

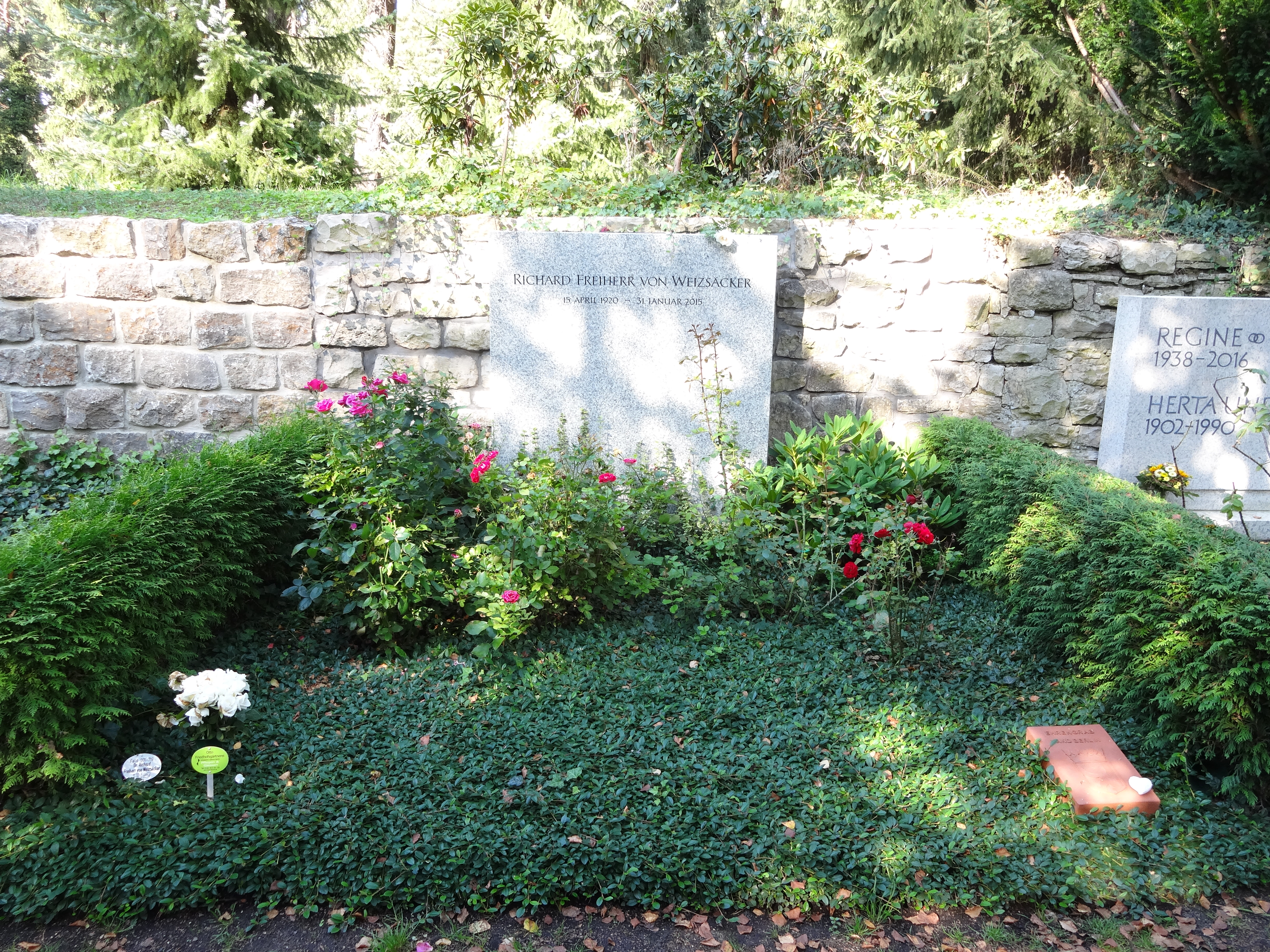
Sepultura de Weizsäcker no Waldfriedhof Dahlem

Está sepultado no Waldfriedhof Dahlem.